# 다니엘 데이 루이스
다니엘 데이 루이스 경(영어: Sir Daniel Day-Lewis 대니얼 데이 루이스[*], 1957년 4월 29일 ~ )은 영국과 아일랜드의 국적을 가진 잉글랜드의 은퇴한 배우이다. 런던에서 태어나고 자란 그는 3년 동안 브리스톨 올드 빅 연극 학교를 참석하기 전에 국립 청년 극장에서 무대에서 뛰어난 학생이었다. 데이 루이스는 브리스톨 올드 빅에서의 전통 교육에도 불구하고 그의 역할에 대한 끊임없는 헌신과 연구로 유명하다. 그는 종종 자신의 건강에 악영향을 미칠 정도로 영화의 촬영 일정 기간 동안 완전한 성격을 유지한다. 그는 1998년부터 단 6편의 영화에 출연했으며, 5년 동안 많은 역할을 맡아 영화 산업에서 가장 뛰어난 배우 중 한 사람으로 꼽힌다. 사생활을 보호하기 위해 그는 거의 인터뷰를 하지 않으며 거의 공개적으로 출연하지 않고 있다. 2014년 6월에 영화와 연극에 대한 공로를 인정받아 최하위 훈작사를 받았다. 데이 루이스는 2017년에 그의 은퇴를 발표했으며, 《팬텀 스레드》에서 연기 역할을 끝으로 배우 생활을 마무리하였다. 데이 루이스는 1984년 영화 《바운티호의 반란》에 출연하기 전에 로열 셰익스피어 컴퍼니에 합류하여 《로미오와 줄리엣》에서 로미오 역할과 《한 여름 밤의 꿈》에서 플루트 역할을 연기하면서 1980년대 초반 대부분의 극장과 영화 사이를 이동했다. 그는 《나의 아름다운 세탁소》(1985)에서의 연기로 처음으로 비평가로서 찬사를 받았으며, 《전망 좋은 방》(1985)과 함께 더 많은 공고를 받았다. 그는 《프라하의 봄》(1988)로 첫 주인공 역할을 맡았다.
데이 루이스는 수 많은 수상 경력을 가진 배우로, 《나의 왼발》(1989), 《데어 윌 비 블러드》(2007), 《링컨》(2012)으로 미국 아카데미상 최우수 남우주연상을 역사상 유일하게 3회 수상하였다. 그는 최우수 남우주연상 부문에는 《아버지의 이름으로》(1993), 《갱스 오브 뉴욕》(2002)과  《팬텀 스레드》(2017)를 포함하여 5회 후보 지명되었다. 또한 영국 아카데미 영화상(BAFTA)을 4회 수상, 미국 배우 조합상(SAG)를 3회 수상과 골든 글로브상을 2회 수상하였다. 2012년 11월, 《타임》은 데이 루이스를 "세계에서 가장 위대한 배우"로 선정하였다.

## 성장 과정
다니엘 마이클 블레이크 데이 루이스는 1957년 4월 29일, 잉글랜드 런던 켄징턴에서 계관시인 세실 데이 루이스(1904–1972년 사망)와 그의 두 번째 아내인 배우 질 밸컨(1925–2009년 사망)의 둘째 아이로 태어났다. 형제로는 누나 타머신 데이 루이스(1953년 출생)이 있으며, 텔레비전 셰프이자 음식 비평가이다. 아일랜드의 Ballintubbert에서 태어난 그의 아버지는 아일랜드 개신교 집안에서 성장하였고, 만 2세 때부터 잉글랜드에서 성장하였다. 데이 루이스의 어머니는 유대인으로 그녀의 조상은 라트비아와 폴란드에서 19세기 후반 잉글랜드으로 이민을 왔다. 그의 외할아버지인 마이클 발콘 경은 일링 스튜디오를 이끌었으며, 영국의 새로운 영화 산업을 발전시키는 데 일익을 담당했다.
데이 루이스가 태어난지 2년 후, 그는 가족과 함께 런던 동남쪽의 그리니치의 크룸즈힐으로 이사했다. 그와 그의 누나는 데이 루이스의 아버지가 그들의 어머니와 이혼하면서 이복 형제의 십대였던 다른 두 형제와는 그다지 만나지 못하였다. 그리니치에서 살면서 (그는 인빅타 및 셰링턴 초등학교에 다녔다), 데이 루이스는 유대인 혈통과 잰 체(posh) 한다는 이유로 따돌림을 당하곤 했으며, 거친 런던 남부의 아이들을 상대해야 했다. 그는 현지 악센트와 버릇을 습득하고, 그의 첫 번째 설득력 있는 공연으로 여기였다. 나중에 그는 인생에서 어린 시절에 종종 무질서한 성격을 띤 것을 회고하며, 때로는 좀도둑질과 사소한 경미사건으로 문제를 일으킨 경우도 있었다. 1968년 데이 루이스의 부모는 그의 행동이 너무 거칠다는 사실을 발견하고, 그를 켄트의 독립적인 세븐오크스 스쿨의 하숙생으로 보냈다. 학교에서 그는 목공, 연기 및 낚시라는 세 가지 분야에 대해 관심을 보였다. 그러나 이 학교를 거부하면서, 2년 후 세븐오크스에서 그는 햄프셔 주 피터스필드에 위치한 버데일스라는 다른 독립 학교로 옮겨졌다. 그의 누나 역시 이 학교의 학생이었고, 더 편하고 창의적인 성격을 가지게 되었다.
그는 영화 《사랑의 여로》에서 만 14세의 나이에 스크린 데뷔를했는데, 그는 크레딧에 오르지 못했다. 이 영화에서 그는 동네 교회 밖에 주차 된 값 비싼 차량을 파손하는 역할로 2파운드를 개런티로 받은 경험을 "천국"이라고 말했다. 1972년 몇 주 동안, 데이 루이스 가족은 킹슬리 에이미스와 엘리자베스 제인 하워드가 거주하는 런던 북쪽에 있는 레먼스에서 살았다. 데이 루이스의 아버지는 췌장암을 앓았고, 하워드는 가족을 레먼스에 초대하여 휴식과 회복에 사용할 수 있는 장소로 삼았다. 그의 아버지는 그 해 5월에 그 곳에서 사망했다. 1975년 베더일을 떠날 무렵에는 데이 루이스의 제멋대로인 태도가 많이 누그러졌고, 직업 선택이 필요한 나이 되었다. 그는 런던의 국립 유스 극장에서 무대에 뛰어난 모습을 보였지만, 5년간의 가구공 견습직을 지원하였지만 그는 경험 부족으로 거부당했다.
그는 브리스톨 올드 빅 연극 학교에서 인정 받아, 미란다 리차드슨과 함께 3년 동안 재학하여 결국 브리스톨 올드 빅에서 공연했다. 그는 이 곳에서 영화 《아버지의 이름으로》(1994)에 함께 출연한 피트 포스틀스웨이트와 협연했다.

## 개인 생활

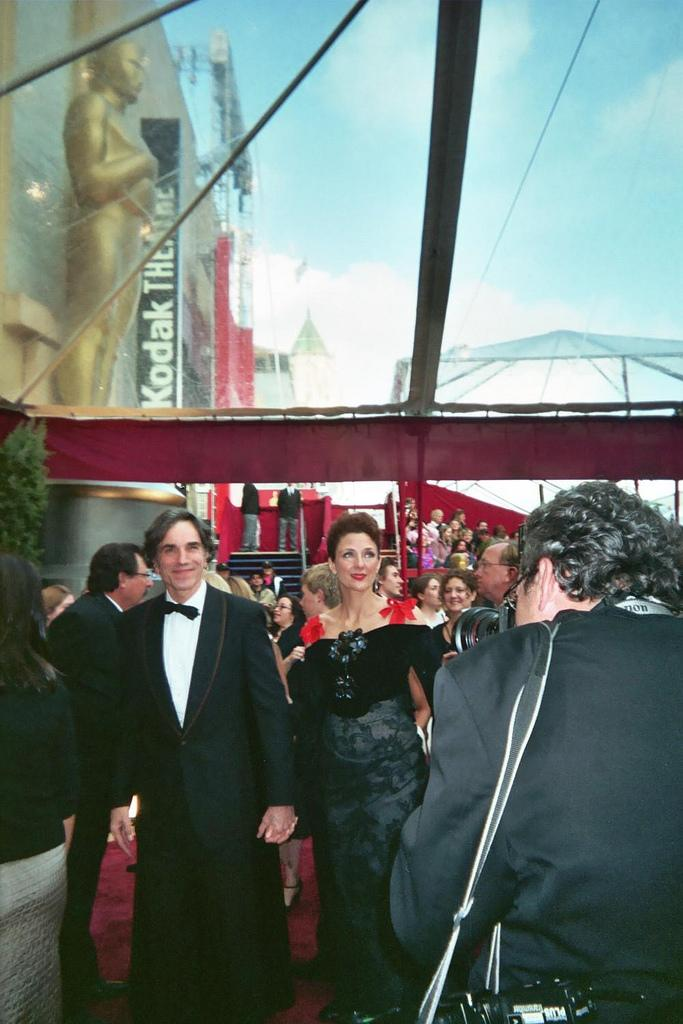
2008년 미국 아카데미상에서 데이 루이스와 레베카 밀러

그의 사생활을 보호하면서 데이 루이스는 그의 삶을 "평생에 걸친 회피"라고 말했다. 그는 프랑스 여배우 이자벨 아자니와 6년 동안 교제하였고 헤어짐과 재결합을 반복 끝에 결국 결별했다. 그들의 아들 가브리엘 케인 데이 루이스는 1995년 4월 9일 뉴욕 시에서 태어났다.
1996년 무대극과 영화 작업을 하면서 극작가 아서 밀러의 집을 방문하여 작가의 딸인 레베카 밀러와 처음 만나 교제를 하였다. 그들은 1996년 11월 13일에 그 해 말에 결혼식을 올렸다. 이들 부부에게는 두 명의 아들 로넌 칼 데이 루이스(1998년 출생)와 캐슬 블레이크 데이 루이스(2002년 출생)이 있다. 그들은 뉴욕 맨해튼과 아일랜드 위클로 카운티의 안나모에를 오가며 거주하고 있다.
데이 루이스는 1993년부터 영국과 아일랜드의 이중 시민권을 보유하고 있다. 그는 1997년부터 안나모에의 집을 유지하고 있다. 그는 "나는 이중 시민권을 가지고 있지만 잉글랜드는 나의 나라라고 생각한다. 나는 런던을 그리워 하지만 나는 사적인 필요가 있었고 언론에 의해 공개되어야 할때가 왔기 때문에 거기에 살 수 없었다. 나는 그것을 다룰 수 없었다."라고 말했다. 그는 사우스이스트 런던의 축구 클럽 밀월 FC의 후원자이다. 2010년 7월 15일 데이 루이스는 청년 시절에 브리스톨 올드 빅 연극 학교에 출석했기 때문에 브리스톨 대학교에서 편지로 명예 박사 학위를 받았다. 데이 루이스는 "진정한 종교 교육은 없다"고 말했고 그는 "죽기 힘든 불가지론자"라고 가정했다. 2012년 10월에 그는 시인 작품의 초기 초안과 배우 존 길구드의 편지, W. H. 오든, 로버트 그레이브스, 필립 라킨과 같은 문학가를 포함하여 시인인 그의 아버지의 세실 데이 루이스가 졸업한 옥스퍼드 대학교의 기증 논문에 기부했다. 2015년 7월 그는 Poetry Archive의 명예 회장이 되었다. 영국 자선 단체 Poetry Archive는 잉글랜드 시인들의 작품을 수록한 무료 웹 사이트이다. 2017년 6월 데이 루이스는 윌프레드 오웬 협회의 후원자가 되었다. 데이 루이스와 윌프레드 오웬의 관계는 그의 아버지 세실 데이 루이스와 함께 시작되었고, 1960년대 오웬의 시를 편집한 윌프레드 오웬 협회의 부회장인 그의 어머니인 질 밸컨은 2009년 사망하였다.
데이 루이스는 엘리자베스 2세 여왕의 2014 Birthday Honours를 맞이해 영화와 연극에 대한 공로를 인정받아 기사작위를 받는 것이 보도되었다. 2014년 11월 14일 그는 버킹엄궁에서 열린 기념식에서 케임브리지 공작 윌리엄으로부터 Knight Bachelor에 서임되었다.

## 필모그래피

### 영화
| 연도 | 제목                                               | 역할                     | 참고              |
| ---- | -------------------------------------------------- | ------------------------ | ----------------- |
| 1971 | 사랑의 여로 Sunday Bloody Sunday                   | Child Vandal             | 크레딧에 안올라감 |
| 1982 | 간디 Gandhi                                        | 콜린                     |                   |
| 1984 | 바운티호의 반란 The Bounty                         | 존 프라이어              |                   |
| 1985 | 나의 아름다운 세탁소 My Beautiful Laundrette       | 쟈니                     |                   |
| 1985 | 전망 좋은 방 A Room with a View                    | 세실 비세                |                   |
| 1986 | 나노우 Nanou                                       | 막소                     |                   |
| 1988 | 프라하의 봄 The Unbearable Lightness of Being      | 토마스                   |                   |
| 1988 | 정열과 사랑 Stars and Bars                         | 헨더슨 도르              |                   |
| 1989 | 뉴저지의 미소 Eversmile, New Jersey                | 퍼거스 오코넬            |                   |
| 1989 | 나의 왼발 My Left Foot                             | 크리스티 브라운          |                   |
| 1992 | 라스트 모히칸 The Last of the Mohicans             | 나다니엘 포 / 호크아이   |                   |
| 1993 | 순수의 시대 The Age of Innocence                   | 뉴랜드 아처              |                   |
| 1993 | 아버지의 이름으로 In the Name of the Father        | 게리 콘론                |                   |
| 1996 | 크루서블 The Crucible                              | 존 감독관                |                   |
| 1997 | 더 복서 The Boxer                                  | 대니 플린                |                   |
| 2002 | 갱스 오브 뉴욕 Gangs of New York                   | 윌리엄 "빌 더 버처" 커팅 |                   |
| 2005 | 발라드 오브 잭 앤 로즈 The Ballad of Jack and Rose | 잭 슬래빈                |                   |
| 2007 | 데어 윌 비 블러드 There Will Be Blood              | 다니엘 플레인뷰          |                   |
| 2009 | 나인 Nine                                          | 귀도 콘티니              |                   |
| 2012 | 액세스 투 더 데인저 존 Access to the Danger Zone   | 내레이션                 | 다큐멘터리 영화   |
| 2012 | 링컨 Lincoln                                       | 에이브러햄 링컨          |                   |
| 2017 | 팬텀 스레드 Phantom Thread                         | 레이놀즈 우드콕          |                   |

### 텔레비전
| 연도 | 제목                       | 역할              | 참고                              |
| ---- | -------------------------- | ----------------- | --------------------------------- |
| 1980 | Shoestring                 | DJ                | 에피소드: "The Farmer Had a Wife" |
| 1981 | Thank You, P. G. Wodehouse | 피스미스          | 텔레비전 영화                     |
| 1981 | Artemis 81                 | 도서관 학생       | 텔레비전 영화                     |
| 1982 | How Many Miles to Babylon? | 알렉              | 텔레비전 영화                     |
| 1982 | Frost in May               | 아치 휴즈 포레    | 에피소드: "Beyond the Glass"      |
| 1983 | Play of the Month          | 고든 화이트하우스 | 에피소드: "Dangerous Corner"      |
| 1985 | My Brother Jonathan        | 조나단 다커스     | 5 에피소드                        |
| 1986 | The Insurance Man          | Dr. 카프카        | 텔레비전 영화                     |

### 연극
| 연도    | 제목                                                                           | 역할                | 참고                               |
| ------- | ------------------------------------------------------------------------------ | ------------------- | ---------------------------------- |
| 1979    | The Recruiting Officer                                                         | Townsperson/Soldier | 시어터 로열, 브리스톨              |
| 1979    | Troilus and Cressida                                                           | Deiphobus           | 시어터 로열, 브리스톨              |
| 1979    | Funny Peculiar                                                                 | Stanley Baldry      | 리틀 시어터, 브리스톨              |
| 1979–80 | Old King Cole                                                                  | The Amazing Faz     | 올드 빅 시어터, 브리스톨           |
| 1980    | Class Enemy                                                                    | 아이콘              | 올드 빅 시어터, 브리스톨           |
| 1980    | 에드워드 2세 Edward II                                                         | 레스터              | 올드 빅 시어터, 브리스톨           |
| 1980    | Oh, What a Lovely War!                                                         | 명시되지 않음       | 시어터 로열, 브리스톨              |
| 1980    | A Midsummer Night's Dream                                                      | Philostrate         | 시어터 로열, 브리스톨              |
| 1981    | Look Back in Anger                                                             | 지미 포터           | 리틀 시어터, 브리스톨              |
| 1981    | 드라큘라 Dracula                                                               | 카운트 드라큘라     | 리틀 시어터, 브리스톨              |
| 1982–83 | Another Country                                                                | Guy Bennett         | 퀸스 시어터, 샤프츠버리 애비뉴     |
| 1983–84 | 로미오와 줄리엣 & 한 여름 밤의 꿈 A Midsummer Night's Dream & Romeo and Juliet | 로미오 & 플루트     | 로열 셰익스피어 컴퍼니의 지방 투어 |
| 1984    | 드라큘라 Dracula                                                               | 카운트 드라큘라     | 하프 문 시어터, 런던               |
| 1986    | 퓨처리스트 Futurists                                                           | Volodya Mayakovsky  | 로열 내셔널 시어터, 런던           |
| 1989    | 햄릿 Hamlet                                                                    | 햄릿                | 로열 내셔널 시어터, 런던           |

### 음악
| 연고 | 제목                        | 역할                                                   | 참고 |
| ---- | --------------------------- | ------------------------------------------------------ | ---- |
| 2005 | The Ballad of Jack and Rose | 오리지널 음악 프로듀서                                 |      |
| 2009 | Nine                        | Performer on "Guido's Song", "I Can't Make This Movie" |      |

## 같이 보기
- 아카데미상 최고 기록 목록